# Domenico Schiattarella

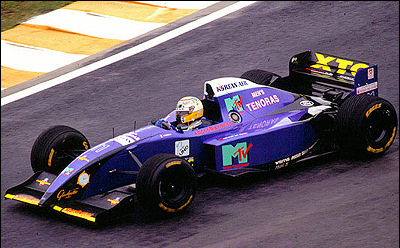
Schiattarela conduint un Simtek S951 l'any 1995.

Domenico Schiattarella va ser un pilot de curses automobilístiques italià que va arribar a disputar curses de Fórmula 1.
Va néixer el 17 de novembre del 1967 a Milà, Llombardia, Itàlia.

## A la F1
Domenico Schiattarella va debutar a la catorzena cursa de la temporada 1994 (la 45a temporada de la història) del campionat del món de la Fórmula 1, disputant el 16 d'octubre del 1994 el G.P. d'Europa al circuit de Xerès.
Va participar en un total de set curses puntuables pel campionat de la F1 disputades en dues temporades consecutives (1994 - 1995) aconseguint una novena posició com millor classificació en una cursa i no assolí cap punt vàlid pel campionat del món de pilots.

## Resultats a la Fórmula 1
| Any  | Equip           | Xassís | Motor | 1       | 2     | 3       | 4      | 5       | 6   | 7   | 8   | 9   | 10  | 11  | 12  | 13  | 14     | 15  | 16      | 17  | Posició | Punts |
| ---- | --------------- | ------ | ----- | ------- | ----- | ------- | ------ | ------- | --- | --- | --- | --- | --- | --- | --- | --- | ------ | --- | ------- | --- | ------- | ----- |
| 1994 | MTV Simtek Ford | Simtek | Ford  | BRA     | PAC   | SMR     | MON    | ESP     | CAN | FRA | GBR | ALE | HON | BEL | ITA | POR | EUR 19 | JAP | AUS Ret |     | -       | 0     |
| 1995 | MTV Simtek Ford | Simtek | Ford  | BRA Ret | ARG 9 | SMR Ret | ESP 15 | MON NVS | CAN | FRA | GB  | ALE | HON | BEL | ITA | POR | EUR    | PAC | JAP     | AUS | -       | 0     |

### Resum
| Curses: | Victòries: | Pòdiums: | Poles: | Voltes ràpides: | Punts: |
| ------- | ---------- | -------- | ------ | --------------- | ------ |
| 7 (6)   | 0          | 0        | 0      | 0               | 0      |